# Franco Baresi
Franco Baresi (Travagliato, 8 mei 1960) is een Italiaans voormalig voetballer. Baresi speelde zijn gehele carrière voor AC Milan, waarmee hij zes landstitels, driemaal de Europacup I, driemaal de UEFA Super Cup en tweemaal de wereldbeker voor clubteams won. Hij speelde 716 officiële wedstrijden voor de club (waarvan vijftig om de Europacup I), waarin hij zestien keer tot scoren kwam.

## Clubcarrière
Tussen 1989 en 1995 trad Baresi aan in vijf Europacup-finales, iets dat enkel Alfredo Di Stéfano en Francisco Gento van het grote Real Madrid uit de jaren vijftig hem had voorgedaan.
In het Milan van trainer Arrigo Sacchi, dat begin jaren negentig bestond uit sterren als Roberto Donadoni, Marco van Basten, Frank Rijkaard en Ruud Gullit, was er een sleutelrol voor de technische verdediger weggelegd. Baresi kon het spel lezen als geen ander en leidde het "nieuwe Milan" van Silvio Berlusconi naar de wereldtop.
Baresi maakte zijn debuut in het seizoen 1977/78. Op 23 april 1978 won Milan bij Hellas Verona met 1-2. Maar het ging steil bergaf met AC Milan. Degradatiezorgen en allerhande schandalen bedreigden het voortbestaan van de club. Redder in nood was mediamagnaat Berlusconi, die - met Baresi als kapitein - de Rossoneri naar een gouden tijdperk stuurde.
Baresi nam afscheid in het seizoen 1995/96. Na zijn afscheid nam AC Milan het shirtnummer 6 buiten gebruik.

## Interlandcarrière
Baresi speelde eenentachtig maal voor het Italiaans nationaal elftal, waarvoor hij eenmaal scoorde. In 1984 nam hij ook deel aan de Olympische Zomerspelen van 1984, waar Italië in de halve finales werd uitgeschakeld door Brazilië.
Baresi was aanwezig op drie wereldkampioenschappen. In 1982 werd Italië wereldkampioen (Baresi was bankzitter). In 1986 werd hij niet geselecteerd. Op het WK 1990 werd Italië in eigen land derde, nadat het in de halve finale van het Argentinië van Diego Maradona verloor op strafschoppen. In de finale van het WK 1994 miste hij een van de strafschoppen, samen met Daniele Massaro en Roberto Baggio, waardoor de Italianen de finale verloren.
Zijn broer Giuseppe Baresi speelde voor aartsrivaal Internazionale.

## Erelijst
AC Milan
- Serie A: 1978/1979, 1987/1988, 1991/1992, 1992/1993, 1993/1994, 1995/1996
- Serie B: 1980/1981,1982/1983
- Supercoppa Italiana: 1988, 1992, 1993, 1994
- Europacup I/UEFA Champions League: 1988/1989, 1989/1990, 1993/1994
- Europese Supercup: 1990, 1991, 1994
- Mitropacup: 1982
- Wereldbeker voor clubteams: 1989, 1990

 Italië
- Wereldkampioenschap voetbal: 1982

Individueel
- Europees Zilver Bal winnaar (France Football), 1989
- Topscorer Italiaanse beker (4 doelpunten), 1990
- Beste speler van de Serie A , 1990
- Tweede beste wereld speler van het jaar IFFHS, 1989
- AC Milan-speler van de 20ste eeuw, 1999
- Italiaans speler van de 20ste eeuw
- Gekozen voor de FIFA 100